# Webtekst
Webtekst er det danske ord for "online copywriting" og henviser til det at skrive tekstindhold til internettet. 
I og med at søgemaskiner som Google og Yahoo! spiller en større og større rolle i vores hverdag, er webtekst blevet altafgørende for at opnå onlinesucces. Søgemaskinerne indekserer de enkelte websider på baggrund af den webtekst, en given webside indeholder, og derfor er det vigtigt at skrive webtekst på den rigtige "søgemaskinevenlige" måde. 
Derudover skal webteksten på en webside sørge for at "overtale" de besøgende til at foretage den ønskede handling – tilmelde nyhedsbrev, købe et produkt, læse en artikel, etc. Derfor har afsenderen af en webtekst altid to målgrupper at tilfredsstille: Søgemaskinerne og de potentielle kunder af kød og blod. Dette er en af de afgørende forskelle på webtekst og offline-tekst. 